# Cyber (gruppo musicale)
Cyber è un duo musicale islandese formatosi nel 2012. È attualmente costituito dalle rapper Jóhanna Rakel Jónasdóttir e Salka Valsdóttir.

## Storia del gruppo
Le Cyber, originariamente un progetto thrash metal, hanno pubblicato il loro EP di debutto Crap nel 2016, a cui ha fatto seguito Horror (2017), album in studio candidato all'Íslensku tónlistarverðlaunin, il principale riconoscimento musicale dell'Islanda, che le ha portate ad esibirsi all'Iceland Airwaves.
Bizness, reso disponibile nel 2018 e contenente la traccia Hold, ha garantito al trio due nomination nell'ambito dell'Íslensku tónlistarverðlaunin. Nello stesso anno hanno preso parte al festival Iceland Airwaves per un secondo anno di fila.
Nei primi mesi del 2020 hanno accompagnato gli Hatari nel loro Europe Will Crumble Tour per promuovere il disco Neyslutrans, che include la collaborazione Hlauptu. Il duo, in seguito all'abbandono di Þuríður Kristín Kristleifsdóttir per dedicarsi alla carriera da solista, ha pubblicato l'LP Vacation, premiato con l'Íslensku tónlistarverðlaunin all'album rap/hip hop dell'anno.
Nell'ottobre 2024 viene presentato il terzo LP Sad, candidato per l'ÍSTÓN all'album hip hop o elettronico dell'anno; anche l'estratto I Don't Wanna Walk This Earth ha ricevuto una nomination.

## Formazione
Attuale
- Jóhanna Rakel Jónasdóttir – voce
- Salka Valsdóttir – voce

Ex componenti
- Þuríður Kristín Kristleifsdóttir – voce (2017-2019)

## Discografia

### Album in studio
- 2017 – Horror
- 2020 – Vacation
- 2024 – Sad

### EP
- 2016 – Crap
- 2018 – Bizness

### Singoli
- 2020 – Caprisun
- 2020 – Starry Night
- 2022 – No Cry
- 2023 – Porn Starr
- 2024 – I Don't Wanna Walk This Earth (feat. Tatjana)
- 2024 – Delusion
- 2024 – Overprotected (feat. Ebba)